# تنگستیک اسید
تنگستیک اسید (به انگلیسی: Tungstic acid) با فرمول شیمیایی H۲WO۴ یک ترکیب شیمیایی است. که جرم مولی آن ۲۴۹٫۸۵ g/mol می‌باشد. شکل ظاهری این ترکیب، پودر زرد است. از ترکیب اکسید تنگستن و آب می‌توان تنگستیک اسید را به‌دست آورد.